# Рейтен, Гуро
Гуро Рейтен (норв. Guro Reiten; род. 26 июля 1994, Сунндалсёра, Мёре-ог-Ромсдал) — норвежская футболистка, выступающая на позиции полузащитника за английский клуб «Челси» в Женской суперлиге Футбольной ассоциации и за женскую сборную Норвегии. До перехода в «Челси» в 2019 году она играла в Норвегии за клубы «Сундалл», «Каттем», «Тронхеймс-Эрн» и «Квиннер».
Гуро Рейтен дебютировала за сборную Норвегии в 2014 году и играла за неё на чемпионате Европы 2017 года и чемпионате мира 2019 года.

## Клубная карьера
Родившаяся в Сунндалсёре (губерния Мёре-ог-Ромсдал) Гуро Рейтен выросла в деревне Нордмёре и начинала свою карьеру футболистки в местной команде «Сундалл», выступавшей тогда во втором дивизионе женского норвежского футбола.
В возрасте 16 лет, в 2011 году, Рейтен покинула свой дом и присоединилась к команде Топпсериен «Каттем». За полтора года выступлений за этот клуб она провела 35 матчей в чемпионате и забила 11 голов в своём втором сезоне за него, став лучшим бомбардиром «Каттема» в 2012 году.
После того, как «Каттем» вылетел из Топпсериен, Рейтен присоединилась к команде «Тронхеймс-Эрн» в 2013 году. За четыре сезона в этом клубе Рейтен провела 82 матча в лиге и забила 25 мячей в рамках неё. В составе команды она стала финалисткой Кубка Норвегии в 2014 году.
В сезоне 2017 года Гуро Рейтен перешла в «Квиннер», другой клуб Топпсериен. За свои два с половиной сезона, проведённых в этом клубе, она сыграла 53 матча в чемпионате, забив при этом 51 гол. Вместе с командой Рейтен стала чемпионкой Норвегии в 2017 году, а также лучшим бомбардиром Топссериен с 18 голами. Рейтен и «Квиннер» повторили оба этих достижения в 2018 году, при этом ещё и выиграв национальный кубок. Рейтен также была удостоена премий Игрока года в Топпсериен и Гол года. На момент своего ухода из «Квиннера» Рейтен лидировала в гонке бомбардиров лиги в сезоне 2019 года.
31 мая 2019 года Гуро Рейтен подписала контракт с клубом английской Женской суперлиги Футбольной ассоциации «Челси». По некоторым сообщениям, плата за переход составила около 12 000 фунтов стерлингов.

## Карьера в сборной
Гуро Рейтен успела поиграть за сборные Норвегию всех возрастных категорий. Она дебютировала за главную национальную команду в январе 2014 года в матче против Испании. Рейтен играла за Норвегию на женском чемпионате Европы 2017 года. В марте 2019 года Рейтен вместе с командой выиграла Кубок Алгарве. В мае того же года она была включена в состав сборной Норвегии на чемпионат мира.

### Голы за сборную
| Гол | Дата             | Место                                                | Соперник          | Счёт | Итог | Соревнование                 |
| --- | ---------------- | ---------------------------------------------------- | ----------------- | ---- | ---- | ---------------------------- |
| 1   | 8 марта 2017     | Муниципальный стадион Бела-Вишта, Паршал, Португалия | Португалия        | 2-0  | 2-0  | Кубок Алгарве 2017           |
| 2   | 15 сентября 2017 | Nye Fredrikstad Stadion, Фредрикстад, Норвегия       | Северная Ирландия | 1-0  | 4-1  | отбор чемпионата мира 2019   |
| 3   | 15 сентября 2017 | Nye Fredrikstad Stadion, Фредрикстад, Норвегия       | Северная Ирландия | 4-1  | 4-1  | отбор чемпионата мира 2019   |
| 4   | 19 сентября 2017 | Сарпсборг, Сарпсборг, Норвегия                       | Словакия          | 3-0  | 6-1  | отбор чемпионата мира 2019   |
| 5   | 31 августа 2018  | NTC Senec, Сенец, Словакия                           | Словакия          | 2-0  | 4-0  | отбор чемпионата мира 2019   |
| 6   | 8 июня 2019      | Огюст Делон, Реймс, Франция                          | Нигерия           | 1-0  | 3-0  | чемпионат мира 2019          |
| 7   | 30 августа 2019  | Seaview, Белфаст, Северная Ирландия                  | Северная Ирландия | 1-0  | 6-0  | отбор чемпионата Европы 2021 |
| 8   | 4 октября 2019   | Борисов-Арена, Борисов, Беларусь                     | Беларусь          | 4-1  | 7-1  | отбор чемпионата Европы 2021 |
| 9   | 8 ноября 2019    | Викинг, Ставангер, Норвегия                          | Северная Ирландия | 3-0  | 6-0  | отбор чемпионата Европы 2021 |

## Статистика
| Клуб             | Сезон            | Дивизион         | Лига | Лига | Кубок | Кубок | Кубок лиги | Кубок лиги | Еврокубки | Еврокубки | Другие | Другие | Всего | Всего |
| Клуб             | Сезон            | Дивизион         | М    | Г    | М     | Г     | М          | Г          | М         | Г         | М      | Г      | М     | Г     |
| ---------------- | ---------------- | ---------------- | ---- | ---- | ----- | ----- | ---------- | ---------- | --------- | --------- | ------ | ------ | ----- | ----- |
| Каттем           | 2011             | Топпсериен       | 13   | 0    | 0     | 0     | —          | —          | —         | —         | —      | —      | 13    | 0     |
| Каттем           | 2012             | Топпсериен       | 22   | 11   | 1     | 1     | —          | —          | —         | —         | 1      | 0      | 24    | 12    |
| Каттем           | Всего            | Всего            | 35   | 11   | 1     | 1     | 0          | 0          | 0         | 0         | 1      | 0      | 37    | 12    |
| Тронхеймс-Эрн    | 2013             | Топпсериен       | 21   | 6    | 2     | 0     | —          | —          | —         | —         | —      | —      | 23    | 6     |
| Тронхеймс-Эрн    | 2014             | Топпсериен       | 20   | 7    | 4     | 1     | —          | —          | —         | —         | —      | —      | 24    | 8     |
| Тронхеймс-Эрн    | 2015             | Топпсериен       | 20   | 3    | 4     | 0     | —          | —          | —         | —         | —      | —      | 24    | 3     |
| Тронхеймс-Эрн    | 2016             | Топпсериен       | 21   | 9    | 4     | 0     | —          | —          | —         | —         | —      | —      | 25    | 9     |
| Тронхеймс-Эрн    | Всего            | Всего            | 82   | 25   | 14    | 1     | 0          | 0          | 0         | 0         | 0      | 0      | 96    | 26    |
| Квиннер          | 2017             | Топпсериен       | 22   | 18   | 3     | 1     | —          | —          | —         | —         | —      | —      | 25    | 19    |
| Квиннер          | 2018             | Топпсериен       | 21   | 21   | 5     | 6     | —          | —          | 4         | 0         | —      | —      | 30    | 27    |
| Квиннер          | 2019             | Топпсериен       | 10   | 12   | 1     | 2     | —          | —          | 6         | 1         | —      | —      | 17    | 15    |
| Квиннер          | Всего            | Всего            | 53   | 51   | 9     | 9     | 0          | 0          | 10        | 1         | 0      | 0      | 72    | 61    |
| Челси            | 2019/20          | Суперлига        | 15   | 5    | 0     | 0     | 6          | 1          | —         | —         | —      | —      | 21    | 6     |
| Челси            | Всего            | Всего            | 15   | 5    | 0     | 0     | 6          | 1          | 0         | 0         | 0      | 0      | 21    | 6     |
| Всего за карьеру | Всего за карьеру | Всего за карьеру | 185  | 92   | 24    | 11    | 6          | 1          | 10        | 1         | 1      | 0      | 226   | 105   |

1. ↑  Участие в плей-офф Топпсериен на вылет
2. ↑  Появления в Кубке лиги

## Достижения

### Командные
- Чемпионка Норвегии (3): 2017, 2018, 2019
- Обладательница Кубка Норвегии: 2018
  - Финалистка Кубка Норвегии: 2014

«Челси»
- Финалистка Лиги чемпионов УЕФА: 2020/21

Сборная Шотландии
- Обладательница Кубка Алгарве: 2019

### Индивидуальные
- Лучший бомбардир чемпионата Норвегии (2): 2017, 2018
- Игрок года чемпионата Норвегии: 2018[2][11]
- Гол года чемпионата Норвегии: 2018[2][11]